# エントラップメント
『エントラップメント』（Entrapment）は、1999年のアメリカ合衆国のケイパー映画。監督はジョン・アミエル、出演はショーン・コネリーとキャサリン・ゼタ＝ジョーンズなど。2000年問題を背景にした美術泥棒と保険会社調査員の駆け引きを描くサスペンスアクション映画。
コネリー扮する美術専門の泥棒と、その泥棒を罠にかけようと懐に入り込もうとする保険会社調査員役のゼタ＝ジョーンズ。一見ミスマッチなキャラクターが織り成すストーリーテリングが魅力のひとつ。公開が1999年であったこともあり、2000年問題による機械の誤作動騒動を作品のクライマックスに盛り込むなどの演出も見所である。

## ストーリー
ニューヨークで発生したレンブラントの名画盗難事件は、その保険会社に莫大な損害を齎した。様々な状況証拠から美術専門泥棒としてその名をほしいままにしていたマック（ショーン・コネリー）の仕業であった事を突き止めると、損害の補填の為、マックを罠にかけるよう画策を始める。そのような経緯で派遣された保険会社調査員のジン（キャサリン・ゼタ＝ジョーンズ）は、ニューヨーク、ロンドン、クアラルンプールなどでパートナーとしての信頼を得、最終的に80億ドルとも言われる、とある銀行預金に目をつける

## 登場人物
ロバート・"マック"・マクドゥガル
演 - ショーン・コネリー
美術専門泥棒。プロだけあり唐突な状況にも対応ができる熟練者。犯罪者だが裸で寝ているジンを見ても下品な考えを持たない紳士。
ヴァージニア・"ジン"・ベイカー
演 - キャサリン・ゼタ＝ジョーンズ
保険会社調査員。捜査のためにマックに近づく。銀行や機械に関する知識などでマックをサポートする。思い通りにならないと物に当たる短気な面もある。寝るときは裸。
ヘクター・クルーズ
演 - ウィル・パットン
ジンの上司。
アーロン・ティボドー
演 - ヴィング・レイムス
マックの協力者。
コンラッド・グリーン
演 - モーリー・チェイキン
偽物を掴まされて激昂する。

## キャスト
| 役名                             | 俳優                         | 日本語吹替                                                                              | 日本語吹替                                                                                      | 日本語吹替                                                                              | 日本語吹替                                   |
| 役名                             | 俳優                         | ソフト版                                                                                | テレビ朝日版                                                                                    | テレビ東京版                                                                            | 機内上映版                                   |
| -------------------------------- | ---------------------------- | --------------------------------------------------------------------------------------- | ----------------------------------------------------------------------------------------------- | --------------------------------------------------------------------------------------- | -------------------------------------------- |
| ロバート・"マック"・マクドゥガル | ショーン・コネリー           | 瑳川哲朗                                                                                | 坂口芳貞                                                                                        | 若山弦蔵                                                                                | 麦人                                         |
| ヴァージニア・"ジン"・ベイカー   | キャサリン・ゼタ＝ジョーンズ | 深見梨加                                                                                | 田中敦子                                                                                        | 朴璐美                                                                                  | 田中敦子                                     |
| ヘクター・クルーズ               | ウィル・パットン             | 伊藤和晃                                                                                | 堀勝之祐                                                                                        | 牛山茂                                                                                  | 納谷六朗                                     |
| コンラッド・グリーン             | モーリー・チェイキン         | 壤晴彦                                                                                  | 穂積隆信                                                                                        | 滝口順平                                                                                | 島香裕                                       |
| アーロン・ティボドー             | ヴィング・レイムス           | 大塚明夫                                                                                | 麦人                                                                                            | 土師孝也                                                                                | 宝亀克寿                                     |
| ハース                           | ケヴィン・マクナリー         | 秋元羊介                                                                                | 大川透                                                                                          | 辻親八                                                                                  | 津田英三                                     |
| クイン                           | テリー・オニール             |                                                                                         |                                                                                                 |                                                                                         | 宝亀克寿                                     |
| ミレニアム・マン                 | ティム・ポッター             |                                                                                         |                                                                                                 |                                                                                         | 横尾博之                                     |
| その他                           |                              | 廣田行生 坂口候一 相沢まさき 円谷文彦 塚田正昭 高瀬右光 水内清光 鳥畑洋人 清水敏孝 翔香 | 田原アルノ 宝亀克寿 岩崎ひろし 青山穣 古田信幸 中田和宏 隈本吉成 佐藤ゆうこ 鈴木正和 小野塚貴志 | 世古陽丸 嶋崎伸夫 小島敏彦 斎藤志郎 桐本琢也 岐部公好 五王四郎 風間秀郎 佐藤美一 泉裕子 | 辻つとむ 清水敏孝 高橋翔 土井隆彦 藤原あかり |
| 日本語吹替版スタッフ             |                              |                                                                                         |                                                                                                 |                                                                                         |                                              |
| 演出                             |                              | 蕨南勝之                                                                                | 伊達康将                                                                                        | 佐藤敏夫                                                                                | 川合茂美                                     |
| 翻訳                             |                              | 武満眞樹                                                                                | 平田勝茂                                                                                        | 松崎広幸                                                                                | 井場洋子                                     |
| 調整                             |                              |                                                                                         | 高橋昭雄                                                                                        | 高久孝雄                                                                                | オムニバス・ジャパン                         |
| 効果                             |                              |                                                                                         | リレーション                                                                                    | リレーション                                                                            |                                              |
| 担当                             |                              |                                                                                         |                                                                                                 | 河村常平                                                                                | 田村恵                                       |
| 制作                             |                              | プロセンスタジオ                                                                        | 東北新社                                                                                        | 東北新社                                                                                | 東北新社 20世紀フォックス                    |
| 初回放送                         |                              |                                                                                         | 2002年3月10日 『日曜洋画劇場』                                                                  | 2007年9月27日 『木曜洋画劇場』                                                          |                                              |

## 作品の評価
Rotten Tomatoesによれば、85件の評論のうち高評価は40%にあたる34件で、平均点は10点満点中5.2点、批評家の一致した見解は「この映画の主役たちの間に生まれるはずのケミストリーは、お粗末なプロットによってすっかり抑え込まれてしまっている。」となっている。
Metacriticによれば、24件の評論のうち、高評価は7件、賛否混在は15件、低評価は2件で、平均点は100点満点中54点となっている。